# Canal du Loing
Het Canal du Loing is een lateraalkanaal in de Franse regio Centre-Val de Loire.
Het kanaal verbindt het Canal de Briare met de Loing vlak bij de monding van deze laatste in de Seine bij Saint-Mammès. De bouw van het kanaal werd begonnen in 1720 en in 1723 werd het kanaal geopend. Het telt 21 sluizen en vormt het noordelijke deel van de verbinding tussen de Loire en de Seine.
Bij zijn oorsprong te Buges (gemeente Corquilleroy) sluit het kanaal, behalve op het Canal de Briare, ook aan op het nu in onbruik geraakte Canal d'Orléans.